# 周伯陽
周伯陽（1917年—1984年），台灣新竹市人，曾任教員，校長，亦為台灣詩人，兒童文學家及歌謠創作人。代表作是1960年代所創作的《妹妹揹著洋娃娃》、《娃娃國》、《木瓜》等數首知名兒歌。
周伯陽一生雖勤於創作並力邀名音樂家配曲，更自費印行推廣，但生前作品常被「佚名」對待。2000年代初，該作家遺作逐漸被重視，並在2001年10月於出生地的新竹文化局發表生前未曾有過的個人展。

## 生平
周伯陽，早年先後畢業於台灣日治時代的新竹第一公學校與台北第二師範學校，並在1945年二戰結束後，周伯陽以半工半讀方式畢業於新竹師範專科學校。
1937年起，周伯陽曾歷任苗栗縣竹南公學校（今竹南國小），新竹國民學校（今新竹國小），內湖國小，沙坑國小，東門國小，南寮國小，並於晚年升任至陸豐國小校長等職務，在台灣教育界服務長達40年。

## 兒歌
除了教育者身分外，周伯陽受人矚目的是他對台灣兒童文學的貢獻。他所創作的兒歌歌詞重視平衡與和諧，「...不喜愛含蓄過深的詩，...給兒童選詩和作詩，也要顧及兒童能力所及」
1941年，周伯陽以日文創作的《篦麻》入選台灣總督府文教局教科編選，並獲得公學校國語教科書教材，隔年並應邀參加童謠詩人聯盟。
因為不熟悉漢文與二二八事件帶來的時局緊張，二戰後數年內，周伯陽並無新作品發表。直到1950年代以後，才自費出版多部中文歌謠作品。如：《花園童謠歌曲集》、《蝴蝶童謠歌曲集》、《月光童謠歌曲集》、《明星童謠歌曲集》及《少年兒童歌曲集》。
周伯陽兒歌作品的代表作是發表於1952年3月「新選歌謠」；原名為《花園裡的洋娃娃》的《妹妹揹著洋娃娃》。該首歌曲連同另一首知名歌謠《木瓜》，經作曲家蘇春濤譜曲後更被採用，成為台灣國小音樂教科書的範例作品，分別收錄於一年級及五年級課程中。《李魁賢，台灣詩人作品論，名流出版社。》

## 影響
周伯陽的兒歌與童謠經過本身的自費推廣，常被人引用歌唱，惜當初台灣並沒有著作權觀念，作詞者常以「佚名」代之。另外有別於童謠的詩文創作也因體裁格式等因素，未能受到應有重視。這等情形，一直延續到1984年他過世之後。
2000年代之後，周伯陽作品開始受到重視，作品也獲得相關人士的肯定。2001年的竹塹文學獎頒獎典禮中，更有「周伯陽全集」的新書發表。而該新書選錄歌謠包含「花園裡的洋娃娃」之外，還有「木瓜」、「娃娃國」、「法蘭西洋娃娃」等知名歌曲。

## 作品集
- 掃墓
- 長頸鹿
- 法蘭西洋娃娃
- 妹妹揹著洋娃娃
- 娃娃國
- 玫瑰花
- 小王戎
- 螢雪用功
- 孫叔敖
- 聞雞起舞
- 自私的人
- 小汪踦
- 小韓信
- 岳飛
- 小金蟬
- 小鴿子
- 農夫和兔子
- 小老鼠
- 大鸚鵡
- 打戰遊戲
- 下雨天
- 金絲雀
- 木瓜

## 私人生活
與妻孫淑娥育有三男二女，在社會各階層皆有成就。
長子-周仲煜，國中主任退休，現居台北內湖。
次子-周仲泉，銀行經理退休，現居新竹市。
三子-周仲哲，自營商店，已退休，現居新竹市。
長女-周芳嬌，家管，曾居新竹湖口，現居桃園楊梅。
次女-周文珠，國中教師退休，現居台中市。